# Marleen Joore
Marleen Helena Petronella Maria Joore (Oosterhout, 15 maart 1992) is een Nederlands voetballer die tot 2014 uitkwam voor ADO Den Haag.

## Carrière
Joore maakte in 2008 de overstap van de amateurvereniging SteDoCo naar Willem II. Bij de Tilburgers speelt ze voornamelijk rechtsachter, maar ze is ook centraal in de verdediging inzetbaar. In haar eerste seizoen speelde ze zeven duels voor de club. Na twee seizoenen besloot Joore de club te verlaten voor Lierse SK. In totaal kwam ze 22 keer in de competitie in actie voor de Tilburgers. Na twee jaar in België te hebben gespeeld keerde ze terug naar Nederland. Ze tekende bij ADO Den Haag.

### Carrièrestatistieken
| Seizoen                    | Club            | Land            | Competitie            | Competitie | Competitie | Beker | Beker | Internationaal | Internationaal | Overig | Overig | Totaal | Totaal |
| Seizoen                    | Club            | Land            | Competitie            | Wed.       | Dlp.       | Wed.  | Dlp.  | Wed.           | Dlp.           | Wed.   | Dlp.   | Wed.   | Dlp.   |
| -------------------------- | --------------- | --------------- | --------------------- | ---------- | ---------- | ----- | ----- | -------------- | -------------- | ------ | ------ | ------ | ------ |
| 2008/09                    | Willem II       | Nederland       | Eredivisie            | 7          | 0          | –     | 0     | –              | –              | –      | –      | 7      | 0      |
| 2009/10                    | Willem II       | Nederland       | Eredivisie            | 15         | 0          | –     | 0     | –              | –              | –      | –      | 15     | 0      |
| 2010/11                    | Lierse SK       | België          | Eerste klasse         | –          | –          | –     | –     | –              | –              | –      | –      | 0      | 0      |
| 2011/12                    | Lierse SK       | België          | Eerste klasse         | –          | –          | –     | –     | –              | –              | –      | –      | 0      | 0      |
| 2012/13                    | ADO Den Haag    | Nederland       | Women's BeNe League A | 12         | 0          | –     | 0     | –              | –              | –      | –      | 12     | 0      |
| 2013/14                    | ADO Den Haag    | Nederland       | Women's BeNe League   | 21         | 0          | –     | 0     | –              | –              | –      | –      | 21     | 0      |
| Carrière totaal            | Carrière totaal | Carrière totaal | Carrière totaal       | 55         | 0          | 0     | 0     | 0              | 0              | 0      | 0      | 55     | 0      |
| Bijgewerkt tot 10 mei 2015 |                 |                 |                       |            |            |       |       |                |                |        |        |        |        |

## Erelijst

### MetADO Den Haag
| Nationaal  |    |         |
| KNVB beker | 1× | 2012/13 |